# ملعب داوغافا
ملعب داوغافا هو ملعب متعدد الإستخدامات يقع في مدينة ريغا، لاتفيا أفتتح في عام 1927 وتقام عليه مبارايات كرة القدم ومنافسات ألعاب قوى. في 2017 بدأت الحكومة اللاتفية عمليات ترميم للملعب ومن المقرر أن تنتهي في عام 2022.